# استانیسلاو اوستروفسکی
استانیسلاو اوستروفسکی (انگلیسی: Stanisław Ostrowski؛ ۲۹ اکتبر ۱۸۹۲ – ۲۲ نوامبر ۱۹۸۲) افسر (ارتش)، سیاستمدار و پزشک اهل لهستان بود. وی از ۹ آوریل ۱۹۷۲ تا ۲۴ مارس ۱۹۷۹ رئیس‌جمهور دولت در تبعید لهستان بود.
استانیسلاو اوستروفسکی در ۲۲ نوامبر ۱۹۸۲، در سن ۹۰ سالگی درگذشت.
وی همچنین برندهٔ جوایزی همچون نشان عقاب سپید (لهستان) و صلیب دلاوری (لهستان) شده‌است.